# In Utero
In Utero је трећи и последњи студијски албум гранџ групе Nirvana снимљен 1993. године. На албуму се налазе и неки од познатијих синглова групе: All Apologies, Rape Me, и Heart-Shaped Box. Током снимања албума, у бенду су били следећи чланови: певач и гитариста Курт Кобејн, басиста Крист Новоселић, и бубњар Дејв Грол. Већину песама је писао Курт Кобејн. Иако је албум достигао прву позицију на Билборд 200, ни критички, а ни комерционално није успио достићи успех какав је достигао претходни албум Nevermind.
На албуму се налазе следеће песме:
1. – 3:36
2. – 3:48
3. – 4:41
4. – 2:50
5. – 4:09
6. – 2:32
7. – 1:56
8. – 3:55
9. – 3:37
10. – 4:51
11. – 1:35
12. "All Apologies"– 3:51

Бонус песма
1. – 7:28 (Доступна на свакој CD верзији албума ван САД-а (Devalued American Dollar Purchase Incentive Track))